# Aderbal (rei da Numídia)

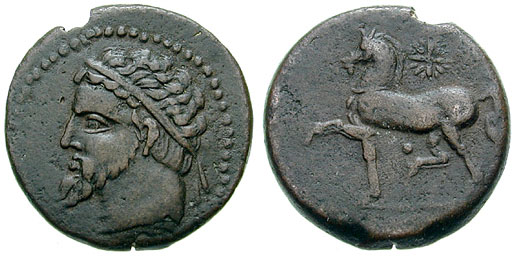
Imagem do Rei Aderbal, gravada em uma moeda datada do século XII a.C.

Aderbal, filho de Micipsa e neto de Massinissa, foi um rei da Numídia entre 118 e 112 a.C. Ele herdou o trono após a morte de seu pai e governou juntamente com seu irmão mais novo Hiempsal e Jugurta, sobrinho de Masinissa. Após o assassinato de seu irmão por Jugurta, Aderbal fugiu para Roma e foi restaurado à sua parte do reino pelos romanos em 117, com Jugurta governando a parte anterior de seu irmão. Mas Aderbal foi novamente destituído de seus domínios por Jugurta e sitiado em Cirta, onde foi morto por Jugurta em 112, embora tivesse se colocado sob a proteção dos romanos.
A peça francesa de 1694 de François Joseph Lagrange-Chancel, Aderbal, Rei da Numidia, é baseada em sua história.